# Neoantistea gosiuta
Espèce
Neoantistea gosiuta est une espèce d'araignées aranéomorphes de la famille des Hahniidae.

## Distribution
Cette espèce se rencontre aux États-Unis en Arizona, au Nouveau-Mexique, au Colorado, en Utah, au Nevada, au Wyoming, au Montana, en Idaho, en Oregon et au Washington et au Canada en Colombie-Britannique, en Saskatchewan et au Yukon,.

## Description
Neoantistea gosiuta mesure de 2,62 à 4,10 mm.

## Publication originale
- Gertsch, 1934 : Some American spiders of the family Hahniidae. American Museum novitates, no 712, p. 1-32 (texte intégral).